# Triangel
Triangel (latinsko triangulum pomeni trikotnik) ali trikot je idiofoni (metalofoni) glasbeni instrument, ki spada v skupino tolkal. Narejen je iz trikotasto zavite, na enem oglu odprte kovinske paličice. Glasbilo je obešeno na nit, tako da lahko brez trenja prosto resonira, ko nanj igramo s kovinskim tolkalcem. Sprva se je pojavil v Rusiji v 18. stoletju.